# 国道126号

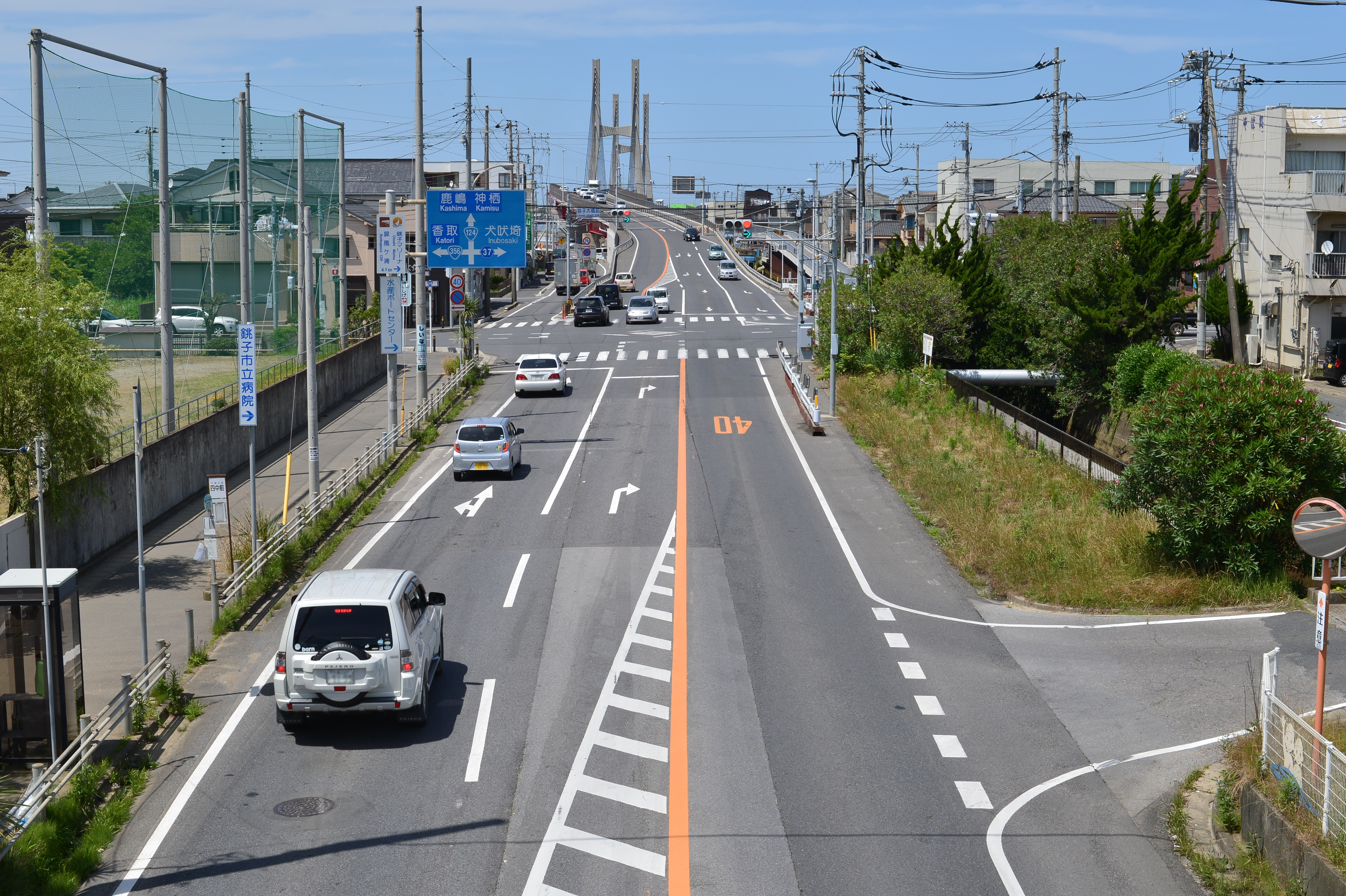
起点の銚子大橋前交差点
千葉県銚子市（2015年6月）

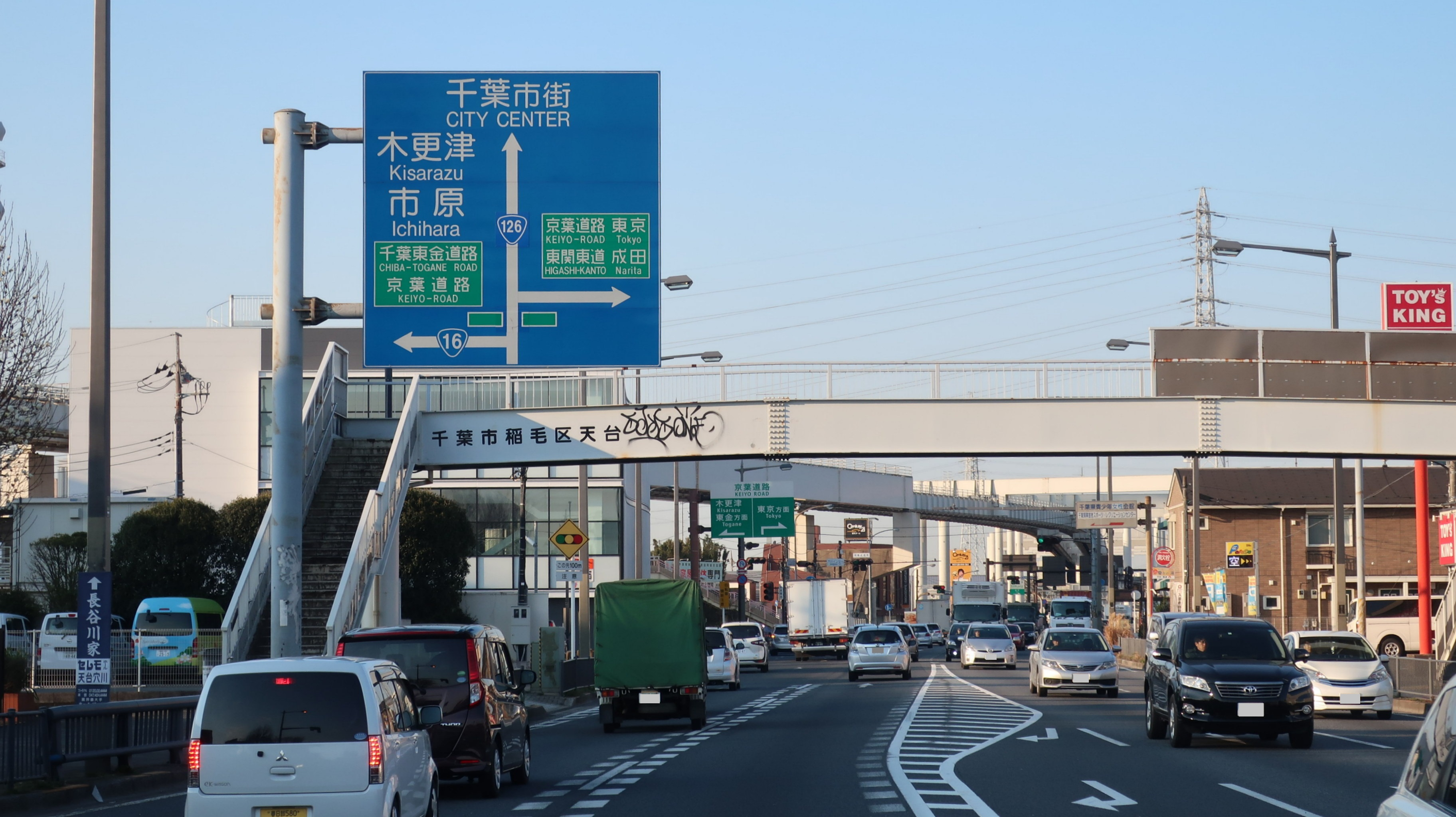
国道126号 終点
千葉県千葉市稲毛区
穴川インター交差点

国道126号（こくどう126ごう）は、千葉県銚子市から東金市を経由して、千葉市稲毛区に至る一般国道である。

## 概要

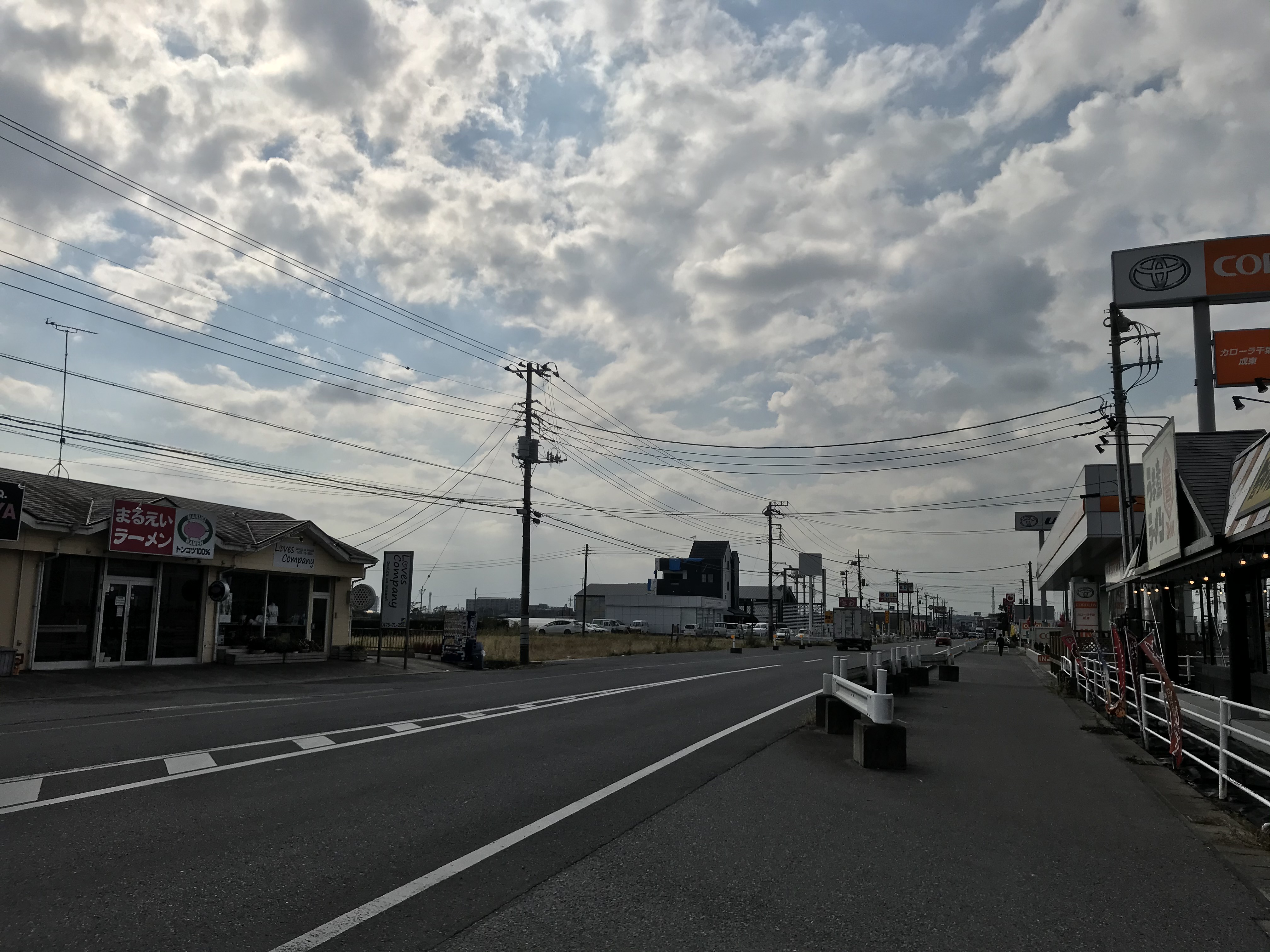
千葉県山武市成東（2019年11月）

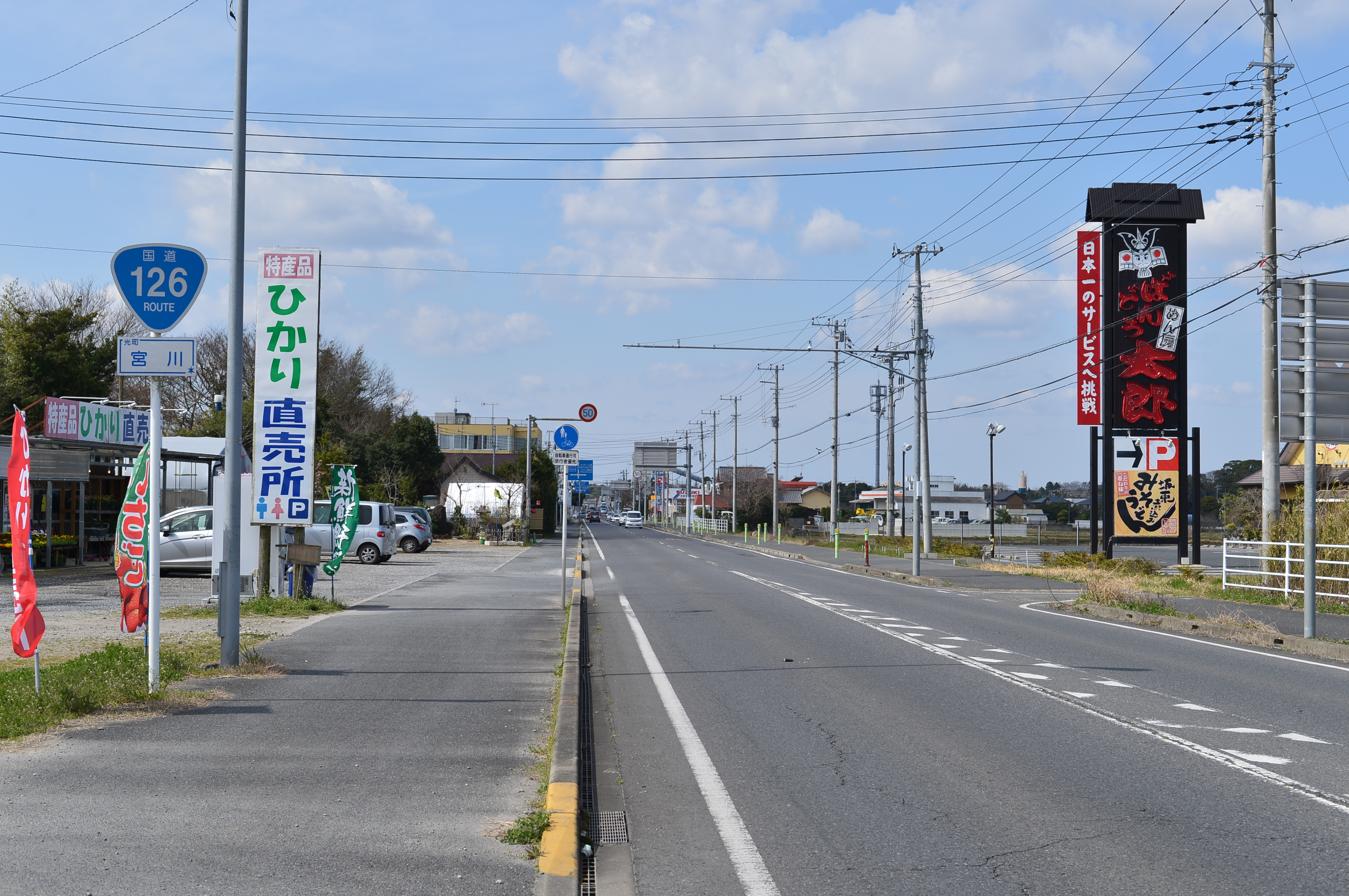
千葉県山武郡横芝光町
（2015年3月）

旭市の網戸交差点付近から山武市の津辺交差点付近までは、JR東日本総武本線とほぼ並走している。1970年代以降に開発されたバイパス道路が開発されたことで、沿線の旭市、匝瑳市、山武市、東金市には旧道（銚子道）が存在する。穴川インター交差点から広小路交差点の間は、かつては国道16号に指定されていた区間である。自動車専用道路のバイパスとして、銚子連絡道路（横芝光IC - 松尾横芝IC）、圏央道（松尾横芝IC - 東金IC/JCT）および千葉東金道路（東金IC/JCT - 千葉東JCT）が開通済である。

### 路線データ
一般国道の路線を指定する政令に基づく起終点および重要な経過地は次のとおり。
- 起点：銚子市（銚子大橋前交差点 = 国道124号・国道356号起点）
- 終点：千葉市（稲毛区、穴川インター交差点 = 国道16号・京葉道路交点）
- 重要な経過地：旭市、八日市場市[注釈 2]、東金市
- 総延長 : 106.6 km（千葉県 71.8 km、千葉市 34.8 km）重用延長を含む。[2][注釈 3]
- 重用延長 : 0.1 km（千葉県 - km、千葉市 0.1 km）[2][注釈 3]
- 未供用延長 : なし[2][注釈 3]
- 実延長 : 106.5 km（千葉県 71.8 km、千葉市 34.7 km）[2][注釈 3]
  - 現道 : 100.6 km（千葉県 65.9 km、千葉市 34.7 km）[2][注釈 3]
  - 旧道 : なし[2][注釈 3]
  - 新道 : 5.9 km（千葉県 5.9 km、千葉市 - km）[2][注釈 3]
- 指定区間：山武市松尾町谷津字平台130番3 - 千葉市若葉区加曽利町65番1（千葉東金道路・首都圏中央連絡自動車道）ただし、以下の区間を除く[3]。
  - 東金市山田字坂東218番3 - 同区野呂町284番3 - 同区加曽利町70番（千葉東金道路と並行する区間）

## 歴史
- 1953年（昭和28年）5月18日 - 二級国道126号銚子千葉線（銚子市 - 千葉市）として指定施行[4]。
- 1965年（昭和40年）4月1日 - 道路法改正により一級・二級区分が廃止されて一般国道126号として指定施行[1]。
- 2020年（令和2年）4月1日 - 一部区間（東金市 - 千葉市中央区）における指定区間（直轄国道）を解除し、指定区間外（補助国道）に移行。それに伴い、道路管理者も東金市台方 - 八街市山田台[注釈 4]は千葉県、千葉市若葉区中野町[注釈 4] - 千葉市中央区中央は千葉市にそれぞれ移管された[5]。

## 路線状況

### 通称
- 東金街道（※東金市 - 千葉市区間の千葉県道路愛称名）

### バイパス
- 銚子連絡道路（地域高規格道路）

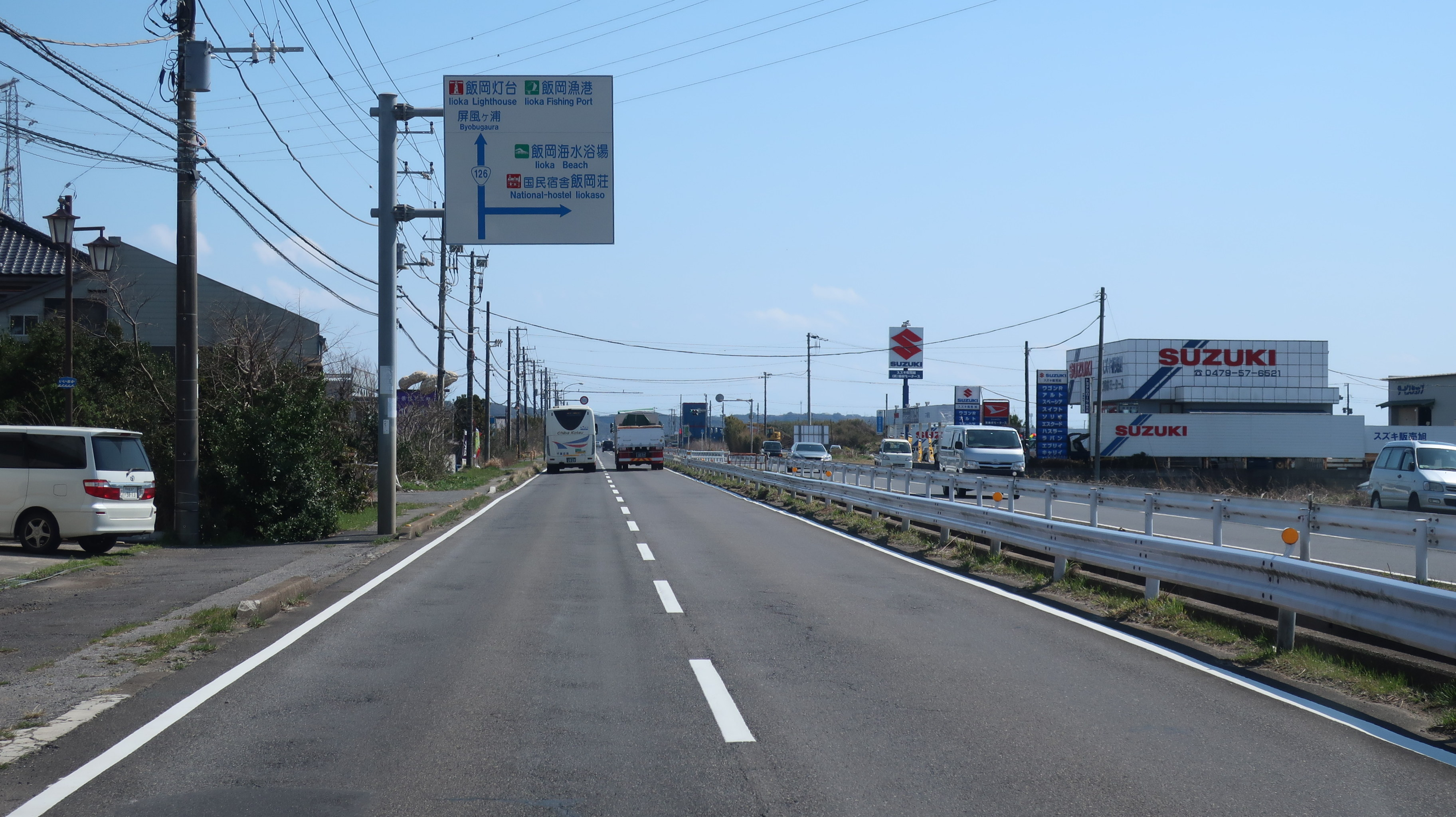
飯岡バイパス
千葉県旭市蛇園

- 首都圏中央連絡自動車道（東金 - 松尾横芝）（千葉東金道路II期として建設）
- 千葉東金道路（地域高規格道路）
- 八木拡幅（銚子市 - 旭市・銚子連絡道路の現道活用区間）
- 飯岡バイパス（旭市・銚子連絡道路の現道活用区間）
- 東金バイパス（山武市 - 東金市）

### 重複区間
- 国道409号（東金市・台方十字路交差点 - 東金市・小野交差点）
- 国道128号（東金市・台方十字路交差点 - 千葉市中央区・広小路交差点）

### 旧道
- 銚子道（千葉市中央区「大和橋」交差点 - 銚子市「銚子大橋前」交差点）
  - 東金市道、山武市道（東金市台方三叉路 - 山武市成東）
  - 匝瑳市道（匝瑳市八日市場ホ（米倉） - 匝瑳市八日市場ハ（籠部田））※一部区間は千葉県道16号佐原八日市場線に編入。
  - 千葉県道104号八日市場井戸野旭線、千葉県道71号銚子旭線（匝瑳市八日市場ハ - 旭市イ「網戸」）
  - 旭市道、千葉県道122号飯岡片貝線、千葉県道30号飯岡一宮線（旭市イ「飯岡バイパス入口」 - 旭市八木「飯岡バイパス東」）

## 地理

### 通過する自治体
- 千葉県
  - 銚子市 - 旭市 - 匝瑳市 - 山武郡横芝光町 - 山武市 - 東金市 - 八街市 - 千葉市（若葉区 - 中央区 - 稲毛区）

### 交差する道路

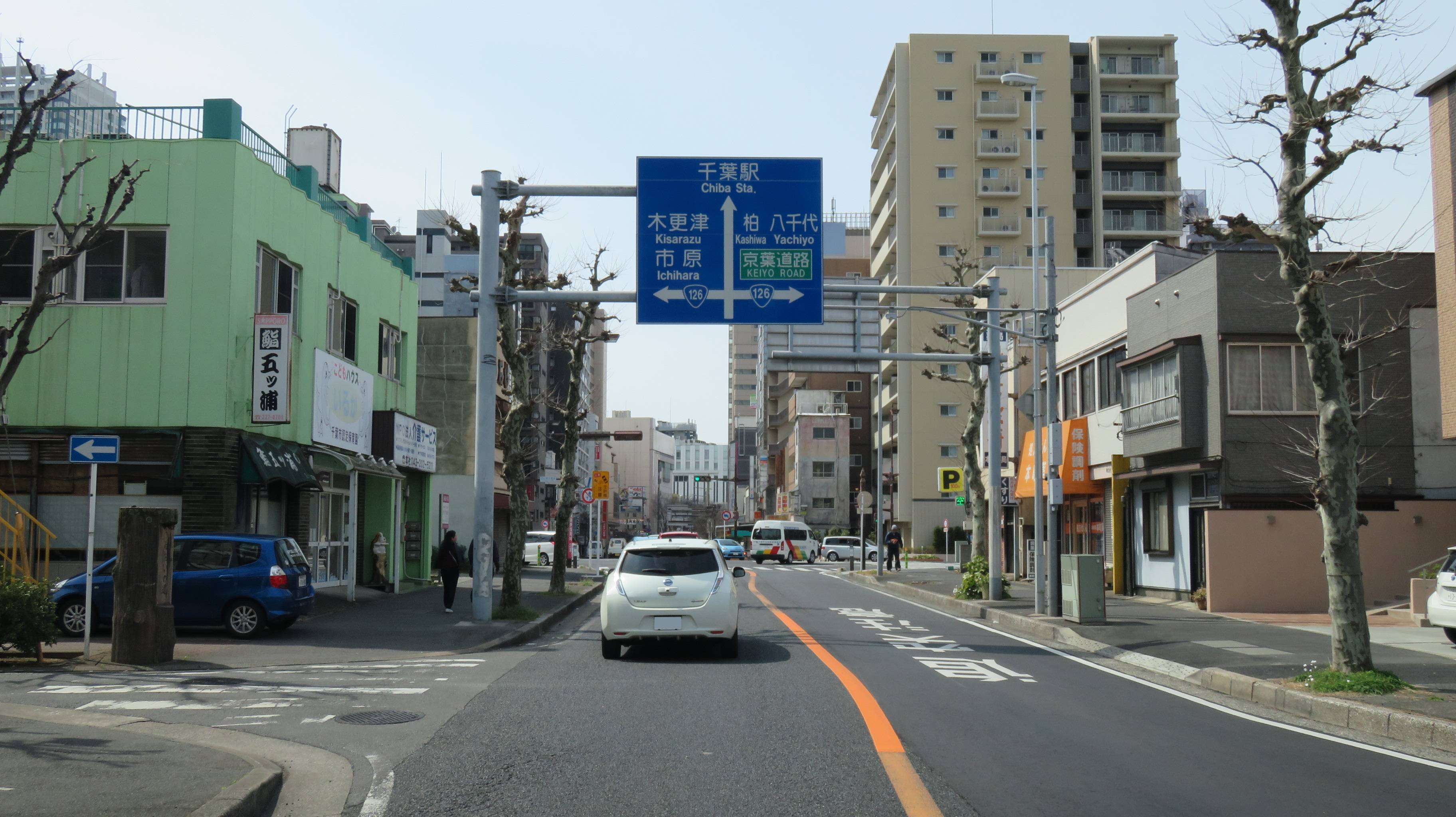
国道14号、国道51号との分岐
千葉市中央区本町 広小路交差点

- 国道124号・国道356号・千葉県道37号銚子停車場線（銚子市若宮町、銚子大橋前交差点）
- 千葉県道286号愛宕山公園線（銚子ドーバーライン）（銚子市三崎町）
- 千葉県道30号飯岡一宮線（旭市八木、飯岡バイパス東）
- 千葉県道211号飯岡猿田停車場線（旭市飯岡）
- 千葉県道210号飯岡停車場線（旭市飯岡）
- 千葉県道71号銚子旭線（旭市イ、網戸）
- 千葉県道266号旭笹川線（旭市イ、袋東交差点）
- 千葉県道28号旭小見川線・千葉県道35号旭停車場線（旭市ニ、袋西）
- 千葉県道56号佐原椿海線・千葉県道105号井戸野干潟停車場線（旭市ニ、干潟）
- 千葉県道114号八日市場山田線（匝瑳市八日市場ハ、籠部田）
- 千葉県道104号八日市場井戸野旭線（匝瑳市八日市場ハ）
- 千葉県道16号佐原八日市場線・千葉県道212号八日市場停車場線（匝瑳市八日市場イ、八日市場駅前）
- 千葉県道48号八日市場野栄線（匝瑳市八日市場イ、下出羽）
- 国道296号・千葉県道48号八日市場野栄線（バイパス）（匝瑳市八日市場イ、国道296号入口）
- 千葉県道45号八日市場八街線（匝瑳市八日市場ホ、米倉）
- 千葉県道49号八日市場栄線（匝瑳市飯倉、飯倉）
- 銚子連絡道路 横芝光IC（横芝光町芝崎）
- 千葉県道109号横芝停車場吉田線（横芝光町芝崎、芝崎交差点）
- 千葉県道22号千葉八街横芝線・千葉県道78号横芝上堺線・千葉県道79号横芝下総線（横芝光町横芝、本町交差点）
- 千葉県道58号松尾蓮沼線・千葉県道62号成田松尾線（山武市松尾町松尾、猿尾交差点）
- 千葉県道111号松尾停車場線（山武市松尾町松尾、松尾駅入口交差点）
- 千葉県道58号松尾蓮沼線 旧道（山武市松尾町大堤、大堤交差点）
- 千葉県道112号成田成東線（山武市早船、早船交差点）
- 千葉県道76号成東酒々井線・千葉県道118号成東山武線・千葉県道121号成東鳴浜線・千葉県道213号成東停車場線（山武市津辺、津辺交差点）
- 千葉県道124号緑海東金線（東金市田間、田間交差点）
- 千葉県道25号東金片貝線（東金市堀上、片貝県道入口）
- 千葉県道75号東金豊海線（東金市東金、豊海県道入口）
- 国道128号（東金市台方、台方）
- 東金九十九里有料道路 台方IC（東金市台方）
- 国道409号（東金市小野、小野）
- 千葉東金道路 東金IC（東金市山田）
- 千葉県道301号東金山田台線（八街市山田台、山田台三差路交差点）
- 千葉県道83号山田台大網白里線（八街市山田台交差点）
- 千葉県道66号浜野四街道長沼線（千葉市若葉区宮田町、宮田交差点）
- 千葉県道53号千葉川上八街線（千葉市若葉区大草町、大草交差点）
- 国道16号（千葉バイパス）（千葉市若葉区加曽利町、加曽利交差点）
- 国道14号・国道51号・千葉県道22号千葉八街横芝線（千葉市中央区本町1丁目、広小路交差点）
- 千葉県道40号東千葉停車場線（千葉市中央区要町、院内交差点）
- 千葉県道72号穴川天戸線・千葉県道133号稲毛停車場穴川線（千葉市稲毛区穴川）
- 国道16号・京葉道路穴川IC（千葉市稲毛区、終点[注釈 5]）